# SD Gundam G Generation Overworld
SD Gundam G Generation Overworld (SDガンダム ジージェネレーション オーバーワールド ?) es un videojuego de estrategia, específicamente de rol táctico, de la serie SD Gundam G Generation creado y publicado por Bandai Namco Games para la PlayStation Portable el 27 de septiembre de 2012, y fue traducida al inglés por aficionados. 

## Argumento inicial
En el mapa inicial, "Over Impact", los Mobile Suits Unicorn y 00 Qan[T] se enfrentan a los ELS, generando un evento similar al de la película de Gundam 00 Awakening of the Trailblazer. Sus compañeros se unieron debido a que los ELS aumentaron en número. Sin embargo, se salen de control y los pilotos Banagher Links y Setsuna F. Seiei, este último tras su activación TRANS-AM, se percatan de que sus compañeros fueron controlados por el núcleo dentro de la Tierra, atacando a los protagonistas. Si un personaje controlado fuese derrotado, todos se recuperan y Afrodia, la supercomputadora dentro del núcleo, llaman a todos los pilotos de que ocurren el evento "Over Impact", y dicho evento se produce durante las batallas prolongadas y esas se salen de control.

## Cambios
- Se ha cambiado el modo historia: ahora req. completar 6 mapas por zona para enfrentar al mapa del jefe, en vez de 7 de 10 mapas.
- Se agregó el modo Core, en donde se deben enfrentar a los enemigos dentro de mapas nucleares.
- Se agregó el modo Overword (desbloqueable), en donde se deben enfrentar a los enemigos dentro de mapas más difíciles. Los modos Hell req. completar el escenario final y los mapas son más dificíles.
- Se puede importar los datos de G Generation Portable y World, convirtiéndolos en chips para mejorar estados.
- Rotar naves de transporte ya no consume turnos.
- El N.º de "Generation Break" cambiaron a 3, y los "Challenge Trigger" se pueden efectuar dos veces en el mismo mapa, accediendo cada vez más al enfrentamiento contra unidades secretas. El último "Generation Break" es temporizado y si se completa esa misión, cambia a "Over Impact".

## Mecanismo del juego
- Al igual que la entrega anterior, G Generation World, se utiliza la puntuación, que se convierte en el dinero cada vez que se completa el escenario.
- Por lo general, se usa cuadros en vez de hexágonos para mover a los Mobile Suits (MS), Mobile Armors (MA), vehículos, naves y barcos.
- Para la captura de MS/MA enemigos, secretos e IMPACTs, es necesario destruir su nave de transporte primero (o su líder, en caso de las unidades secretas) y solo es posible usando las naves de transporte de los jugadores.
- Se permite el ataque o el contraataque con 2 o más unidades contra el enemigo, siempre y cuando estén dentro de su alcance y tengan potencia (PW).
- Se mantiene el sistema del generador de personajes, y los pilotos poseen habilidades que alteran el ritmo del juego. Por ejemplo: algunos pilotos reparan a sus MS/MA, o recargan la potencia, o bien, puede aumentar algunos de los estados.
- Por cada enemigo destruido, la unidad y el personaje que controla (exc. para las unidades del mapa) obtiene EXP para subir de nivel. Esa unidad puede convertirse en otra si alcanza el req. de nivel.
- Si completa el desafío de cada "Generation Break" (vía "Challenge Trigger"), se puede atacar a los MS/MA secretos y capturarlos si su líder es eliminado.
- Si se activa "Over Impact" en el modo historia (renombrada a World Tour), las unidades celeste cambian a naranja y deben destruir (o capturar, en caso de que la nave de transporte fuese destruida) a las unidades que cambiaron a ese color. Fuera del modo World Tour, "Over Impact" es reemplazado por "Core Impact", en donde se selecciona varias unidades del jugador al azar, los replican y los colocan en naranja en puntos estratégicos. En consecuencia, los colores cambiaron y son los siguientes:
  - Violeta para las unidades maestras del jugador (si una unidad de ese color es destruida, acaba la partida).
  - Azul para las unidades del jugador.
  - Rojo para las unidades enemigas.
  - Violeta claro y celeste para las unidades del mapa (que no son reclutables ni aumentan de nivel).
  - Amarillo para las unidades del tercer bando.
  - Verde para aliados controlados por CPU.
  - Rosa para las unidades secretas.
  - Naranja para las unidades IMPACT (tiene el mismo control que las unidades rojas).

## Series presentadas
- Mobile Suit Gundam
- Mobile Suit Gundam: The 08th MS Team
- Mobile Suit Gundam MS IGLOO
- Mobile Suit Gundam MS IGLOO 2: The Gravity Front
- Mobile Suit Gundam 0080: War in the Pocket
- Mobile Suit Gundam 0083: Stardust Memory
- Advance of Zeta: The Flag of the Titans
- Mobile Suit Zeta Gundam
- Gundam Sentinel
- Mobile Suit Gundam ZZ
- Mobile Suit Gundam: Char's Counterattack
- Mobile Suit Gundam Unicorn
- Mobile Suit Gundam: Hathaway's Flash
- Mobile Suit Gundam F90
- Mobile Suit Gundam Silhouette Formula 91
- Mobile Suit Gundam F91
- Mobile Suit Crossbone Gundam
- Mobile Suit Crossbone Gundam: Skullheart
- Mobile Suit Crossbone Gundam: Steel Seven
- Mobile Suit Victory Gundam
- Mobile Fighter G Gundam
- New Mobile Report Gundam Wing
- Mobile Suit Gundam: The Last Outpost (originalmente llamada New Mobile Report Gundam Wing Dual Story: G-Unit)
- New Mobile Report Gundam Wing: Endless Waltz
- After War Gundam X
- Turn A Gundam
- Mobile Suit Gundam SEED
- Mobile Suit Gundam SEED ASTRAY
- Mobile Suit Gundam SEED X ASTRAY
- Mobile Suit Gundam SEED Destiny
- Mobile Suit Gundam SEED C.E.73 Stargazer
- Mobile Suit Gundam 00 (las dos temporadas se fusionaron en una misma serie)
- Mobile Suit Gundam 00 The Movie: A Wakening of the Trailblazer
- Mobile Suit Gundam AGE
- Model Suit Gunpla Builders Beginning G